# Allogamus gibraltaricus
Allogamus gibraltaricus là một loài Trichoptera trong họ Limnephilidae. Chúng phân bố ở miền Cổ bắc.